# 高瀬智香
高瀬 智香（たかせ ともか、1980年10月2日 - ）は、日本のAV女優。LINX所属。

## 略歴
2019年3月、マドンナ専属女優としてAVデビュー。

## 人物
千葉県出身。
趣味は映画・音楽鑑賞。
デビュー時、元地方局のアナウンサーの43歳とされていたが、所属事務所のプロフィールでは1980年生まれとなっている。

## 出演作品

### アダルトDVD
2019年
- 元地方局アナウンサーの人妻 高瀬智香 43歳 AV Debut!!（3月25日、マドンナ）
- 「透けパン尻をオカズに隠れせんずりをしようとしたら地味なおばさん看護師のパンツはまさかの食い込みTバック!?収まらない勃起チ○ポをTバック尻に押しつけたらヤられた」 VOL.1（4月11日、DANDY）
- 大停電の夜に憧れの義姉さんと二人きり…。（4月25日、マドンナ）
- 目黒区在住セレブ妻マゾ志願 ヤリ部屋調教（5月19日、山と空）※「智香」名義
- デートクラブに在籍中の欲求不満な四十路妻によるねっとり濃厚裏オプメニュー 密着デカ尻ソープで一滴残らずザーメンを搾り取られた!!（6月14日、ゲッツ!!）
- 他人の嫁を調教中。（6月14日、ゲッツ!!）※「ともか」名義
- 顔出し解禁!! 全員38歳over! マジックミラー便 年齢を感じさせない美しい人妻さん 初めての公開ディープキス編 vol.04 若い男子との濃厚接吻で久しぶりに熱くトロけてしまったオマ○コは青年の硬いデカチ○ポが欲しくてたまらない!! in白金&目黒 10人全員SEXスペシャル!（6月19日、ディープス）
- 核家族対抗! 連続射精チャレンジ! 「60分間で母・娘のマ○コで、父・息子の精子を搾り取れ!」 〜合計17発射!狂乱の近親相姦ゲーム〜（6月20日、SODクリエイト）
- うちの妻を寝取ってください特別篇 寝取られ人妻 湯けむりの旅 16（6月28日、ゴーゴーズ）※「E津子」名義
- 素人男女モニタリング実験でゲッツ!! 人妻熟女×童貞チ●ポ限定 年の差約20歳の8組男女を密室に2人きりにして尻オイルエステさせたら禁断の中出しSEXまでヤッてしまうのか!?3時間検証SP（7月12日、ゲッツ!!）

## 出演

### 映画
- 不倫、変態、悶々弔問（2019年10月25日、オーピー映画） - 飯塚麻耶 役[3]

## 雑誌
- 週刊ポスト 2019年6月28日号（小学館） - グラビア「120人総力アンケート ハダカ白書」